# Gyalzen Norbu
Gyalzen Norbu také Gyaltsen Norbu nebo Gjalcen Norbu († 11. května 1961, Langtang, Nepál) byl šerpa, který jako první člověk na světě vystoupil na dvě osmitisícovky. 1955 - prvovýstup na Makalu (8463 m) s francouzskou expedicí, 1956 - prvovýstup na Manaslu (8163 m) s japonskou expedicí.